# Muminjon Abdullayev
Muminjon Rustamovich Abdullayev (ur. 24 grudnia 1989) – uzbecki zapaśnik w stylu klasycznym. Trzykrotny olimpijczyk. Zajął piętnaste miejsce w Londynie 2012 w kategorii 120 kg i w Rio de Janeiro 2016 w wadze 130 kg. Siódmy w Tokio 2020 w kategorii 130 kg.
Zajął piąte miejsce na mistrzostwach świata w 2022.
Złoty medalista igrzysk azjatyckich w 2018. Zdobył pięć medali na mistrzostwach Azji w latach: 2010 – 2022. Wicemistrz igrzysk Solidarności Islamskiej w 2017. Trzeci na halowych igrzyskach azjatyckich w 2017 roku.